# قلعه گبران
قلعه گبران از جمله آثار باستانی روستای هیو است که در قسمت غربی روستا (شمال مخابرات) واقع شده‌است. پیشینه ساخت اولیه این قلعه که امروزه درصد بالایی از آن تخریب شده‌، مشخص نیست ولی می‌توان گفت در دوره دودمان سلجوقی این قلعه، از قلعه‌های در دست تصرف اسماعیلیان وابسته به حسن صباح بوده‌است که احتمالاً با قلعه‌های اطراف به‌خصوص ارزنگ قلعه فشند و بز قلعه (شاه طهماسب) که مشرف به دشت جارو در منطقه اشتهارد است رابطه داشته‌است. ساخت معماری بیرونی آن از سنگ و ملات و دیوار اطاق‌ها از خشت و آجر ساخته شده‌است. دو حفره در داخل تپه اصلی کنده شده و مربوط به بنای اصلی هستند که احتمالاً آب انبار یا راه مخفی بوده‌است. این قلعه از قسمت شرقی و جنوبی با دیوارهای سنگی و از قسمت غرب به پرتگاه و از سمت شمال به دروازه ورودی منتهی می‌شود. سفالینه‌هایی با لعاب فیروزه‌ای، لاجوردی و قهوه‌ای و بدون لعاب، نخودی و … که ادوار تاریخی از دوران تاریخی و بعد اسلام را شامل می‌شود را می‌توان به صورت پراکنده در اطراف تپه مشاهده کرد.

دیوار جنوبی قلعه

## موقعیت
استان البرز، شهرستان ساوجبلاغ، بخش مرکزی شهرستان ساوجبلاغ، دهستان هیو، شمال غربی روستای هیو

## نگارخانه

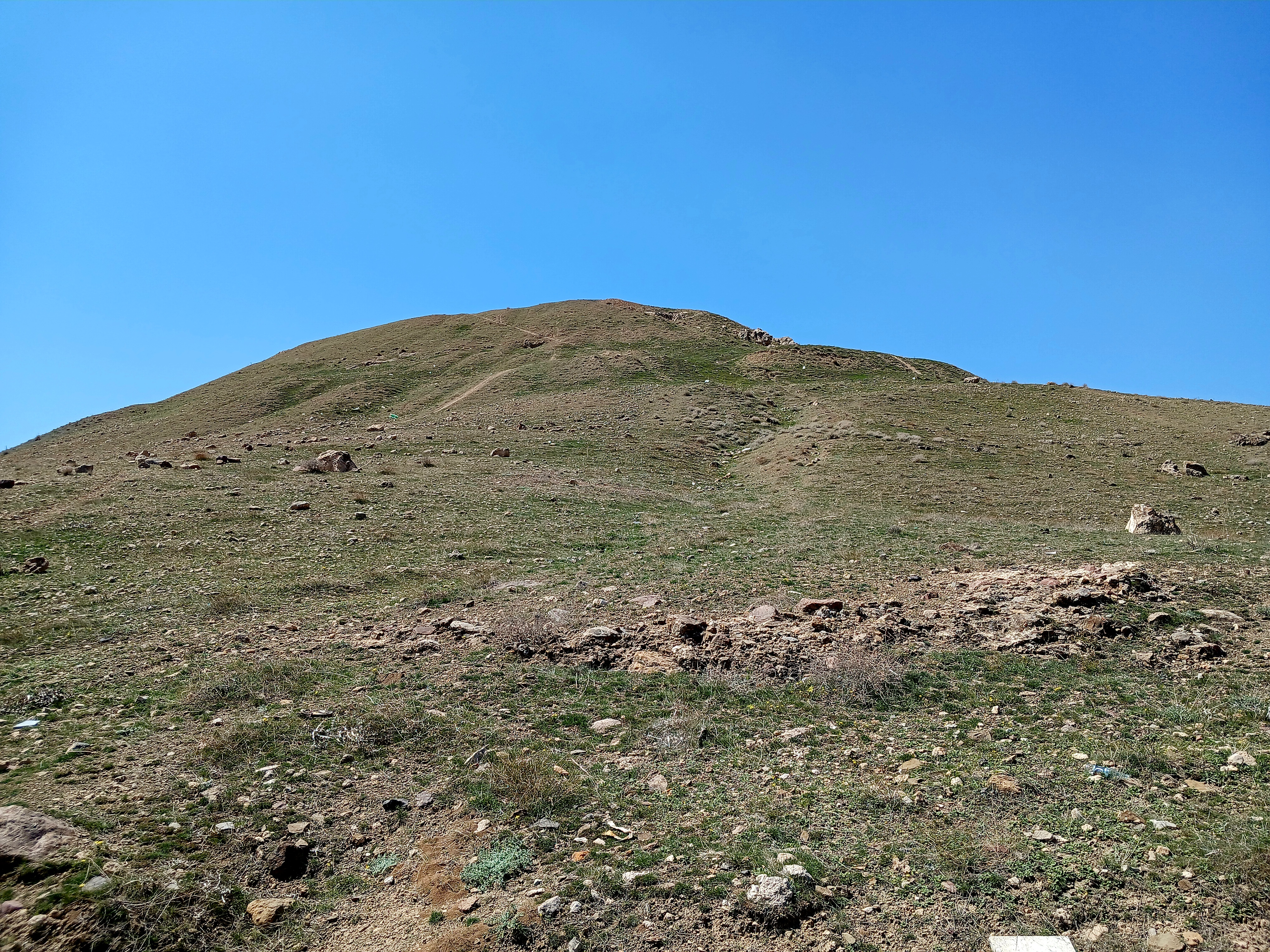
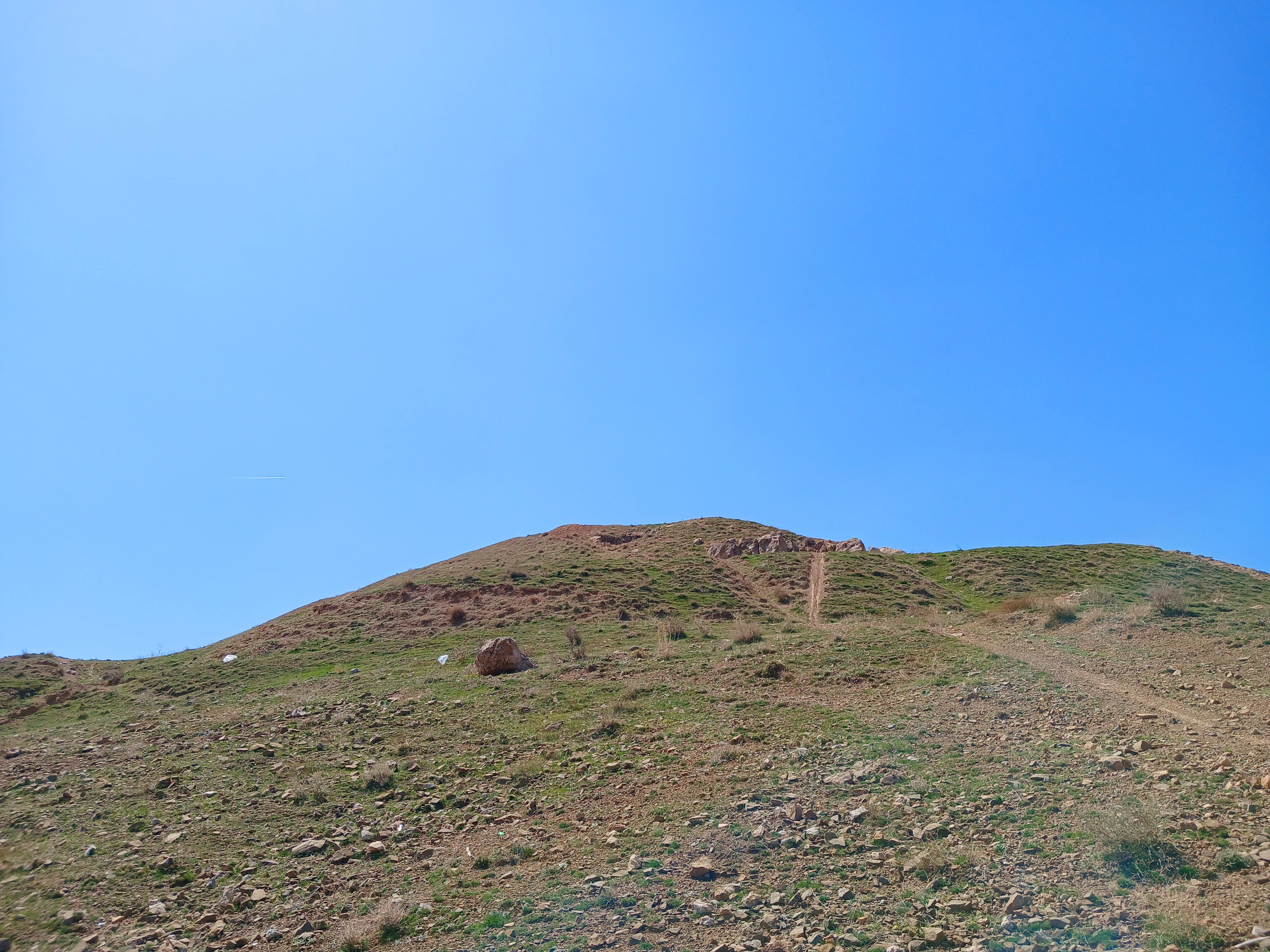
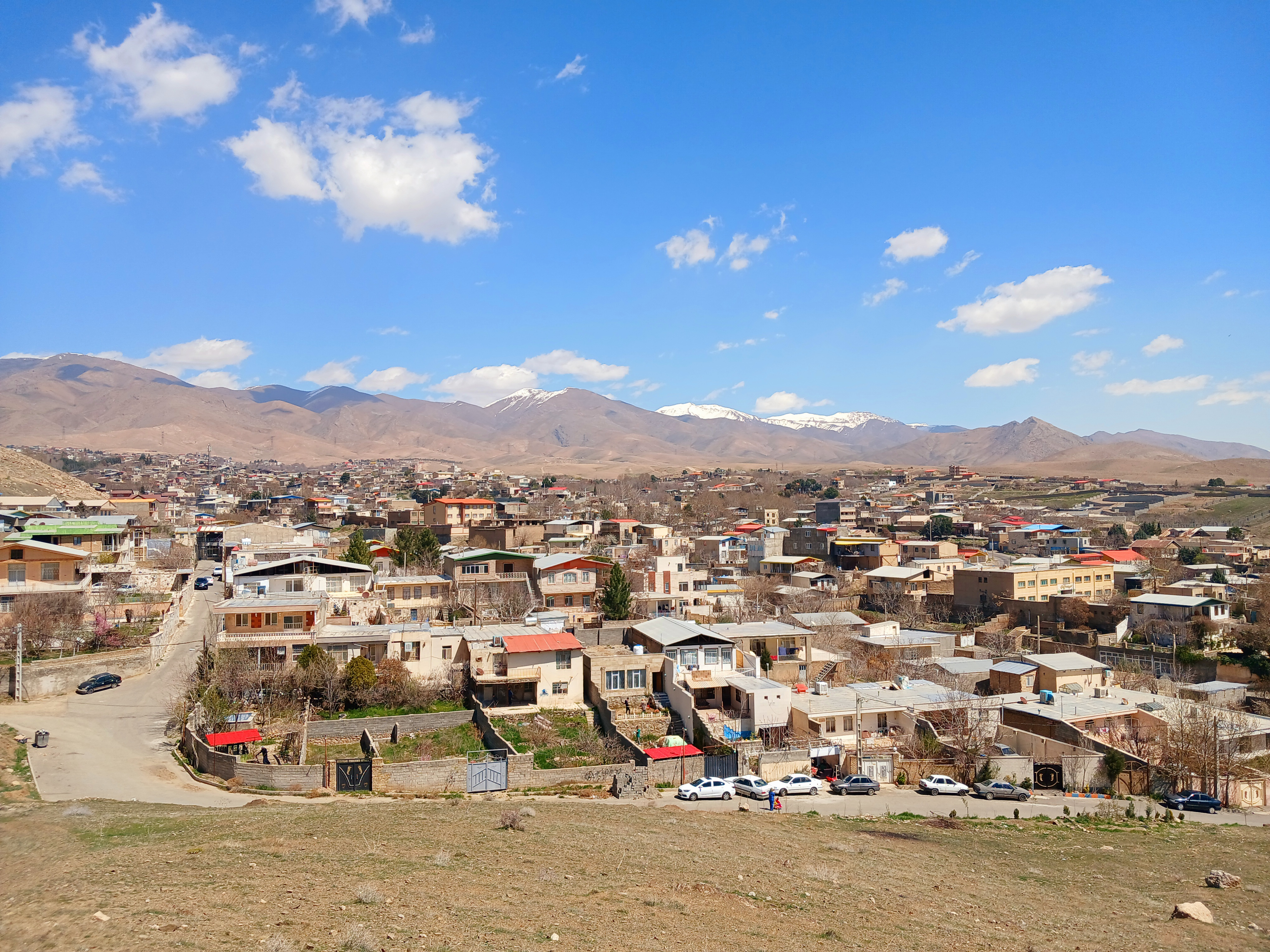
دورنمایی از روستای هیو از بلندای قلعه